# Книга о семи мудрецах
О французском варианте повести см. Роман о семи римских мудрецах

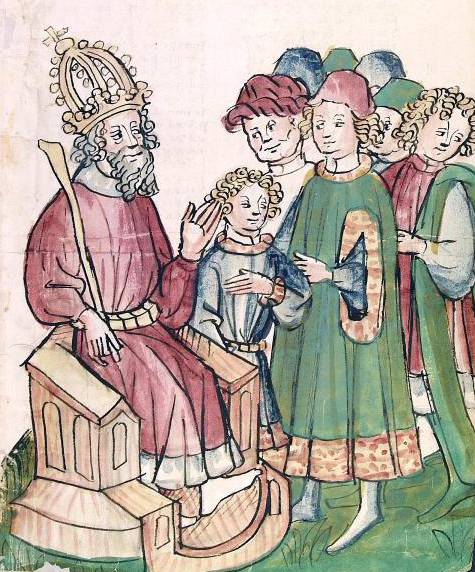
Иллюстрация из немецкой версии романа: император Понциан, его сын Диоклетиан и семь мудрецов (около 1450 г., Гейдельберг)

Книга о семи мудрецах, или Синдбадова книга (Синдбад-наме; Синдибад-Наме, Китаб-и-Синдибад и т. п.), или книга Синтипы (греч. Συντίπας) — общее название для вариантов странствующей обрамлённой повести, известной во многих литературах. Общим для всех вариантов является рамочный сюжет: юный царевич (князь, принц), оклеветанный мачехой (или наложницей отца), приговорён к казни, которая откладывается из-за поучительных и эмблематических рассказов семи (или десяти) мудрых советников царя, — подобно «Тысяче и одной ночи». Рассказываемые истории повествуют ο женской хитрости.
По всей вероятности, этот сборник проник из Индии на запад тем же путем, как «Варлаам и Иоасаф» и «Калила и Димна», a именно: перевод с индийского на авестийский язык (зендский), с авестийского — на сирийский и арабский, a затем — на европейские языки.

## Восточный оригинал
«Бродячий» сюжет об оклеветанном мужчине, которого неудачно домогается женщина, широко представлен в различных культурах (жена Потифара и Иосиф, Пелей и Астидамия, Беллерофонт и Сфенебея, Федра и Ипполит, Сиявуш и Судабе и др.).
Происхождение книги, по-видимому, индийское; затем в Персии она была переведена на пехлевийский язык (ни индийский оригинал, ни среднеперсидское промежуточное звено не сохранились). При халифах (в VIII или IX веке) был сделан перевод её со среднеперсидского языка на арабский, а с арабского языка — сирийский перевод, послуживший около последнего десятилетия XI века источником для греческого перевода Михаила Андреопула; и, насколько известно, для версии армянской. К арабскому источнику восходят также версии испанская, еврейская и новые арабские в «Книге Тысячи и одной ночи»; равным образом, к арабскому оригиналу принято возводить более полные версии персидские («Синдбад-наме», «Китâб-и Синдбад»), давшие начало версиям грузинской («Тимсариани») и турецкой. Вопрос о времени составления арабского перевода решается на основании показаний «Библиографического перечня» (другое название «Фихрист») Ибн ан-Надима, завершённого в 987 году.
Из «Фихриста» мы узнаём, что существовали две прозаические арабские версии Синдбада: «Синдбад Большой» аль-Асбага Сиджистанского и более краткий «Синдбад Малый», автор которого не назван, да кроме того ещё стихотворная переделка Абана аль-Лахыкы, основанная, по-видимому, на одной из прозаических версий. Нёльдеке показал, что сиро-греческая, испанская и все прочие вышеперечисленные версии восходят к «Синдбаду Малому»; а так как в греческой версии указано самое имя составителя, то В. Р. Розен видит его в лице перса Мусы аль-Кисрави, жившего в IX в.; в таком случае приблизительной датой составления «Малого Синдбада» должна быть принята 3-я четверть IX в. «Большой Синдбад» Нёльдеке считает бесследно для нас утраченным, но Ольденбург показал со значительной вероятностью, что персидские и происходящие от них грузинская и турецкая версии восходят не к «Синдбаду Малому», но к типу «Синдбада Большого». Так как аль-Лахыкы, умерший в 816 г., естественно, не мог пользоваться «Малым Синдбадом», составленным уже после его смерти, то отсюда вытекает, что «Большой Синдбад» существовал раньше 816 г. и, таким образом, персидские версии, отразившие в себе «Большой Синдбад», оказываются для исследования о первоначальной истории повести более важными, чем все другие. Ольденбург, впрочем, думает, что персидские версии сделаны не с арабского языка, а являются потомками особого персидского перевода, сделанного в X в. прямо с языка пехлевийского, с которого переведён и арабский «Большой Синдбад» в VIII—IX в.

## Европейские переделки
Около 1184 года появилась на латинском языке сделанная с еврейской версии переделка или подражание книге, «Dolopathos sive de rege et septem sapientibus» («Долопатос»; «Le Dolopathos»; изд. Париж, 1856), монаха Иоанна Альтасильванского (Jehans de Haute Seille; Jean de Haute-Seille; 1184—1212), с той же рамкой, какая существует в версиях восточной группы, но с другими вставными притчами.
В начале XIII века эту латинскую прозу изложил французскими стихами трувер Эрбер (фр.); и кредитор, и должник у него принадлежат к рыцарскому сословию. Затем в изобилии появились и другие латинские и французские переводы, и вообще переводы (переработки, переделки) на все средневековые европейские языки: принято повторять, что по количеству переводов, кроме Библии, никакая книга не может поспорить с Историей Семи Мудрецов.
Русская версия имеет название «Повесть о семи мудрецах» и, как полагают, восходит к польской. Рукописи имеются от XVII века, и надо думать, что сам перевод сделан в том же веке.

## Еврейская версия
Еврейский перевод, известный под заглавием «Мишле Синдабар», приписывается некоему рабби Иоелю. Он появился впервые в конце «Хроники Моисея» (Константинополь, 1516). Еврейская версия содержит четыре рассказа, не включённые ни в одну из других версий:
- «О мачехе Авессалома»,
- «Смерть Авессалома»,
- «Переодевание»,
- «Три горбуна».

Имя «Синдабар» возникло, вероятно, вследствие смешения ד и ר, и такое же смешение могло произойти и в арабском оригинале, где d и r также сходны. Еврейская версия записана до 1316 года, так как под этой датой она уже цитируется в «Iggeret Ba’ale Ḥayyim» («Трактате о животных») Калонимоса бен-Калонимоса, a также в еврейской версии «Калилы и Димны».

## Версии
| язык             | название                      | оригинал                                                | время     |
| ---------------- | ----------------------------- | ------------------------------------------------------- | --------- |
| санскрит         | Книга о семи мудрецах         | утрачен                                                 |           |
| среднеперсидский | Книга о семи мудрецах         | утрачен                                                 |           |
| арабский         | Книга Синдбада                |                                                         | VIII век  |
| сирийский        | Синдбан                       |                                                         |           |
| среднегреческий  | Книга Синтипы                 | Ο ΦΙΛΟΣΟΦΟΣ ΣΥΝΤΙΠΑΣ Ή ΟΙ ΠΑΝΟΥΡΓΙΕΣ ΤΩΝ ΓΥΝΑΙΚΩΝ       | XI век    |
| армянский        |                               |                                                         |           |
| древнееврейский  | Мишле Синдабар                | משלי סנדבר                                              | XIII век  |
| персидский       | Синдбад-наме                  |                                                         | XIII век  |
| грузинский       | Тимсариани                    |                                                         | XVIII век |
| испанский        |                               | Libro de los engannos у los asayamientes de las mugeres |           |
| латинский        | Долопатос                     | Dolopathos sive Historia de rege et septem sapientibus  | XII век   |
| французский      | Долопатос                     | Li romans de Dolopathos                                 | XIII век  |
| французский      | Роман о семи римских мудрецах | Li Romans des sept sages                                | XII век   |
| русский          | Повесть о семи мудрецах       |                                                         | XVII век  |